# Teofil (Manolatos)
Teofil, imię świeckie Konstandinos Manolatos (ur. 1963 w Leukadzie) – grecki duchowny prawosławny, od 2008 metropolita Leukady i Itaki.

## Życiorys
Święcenia diakonatu przyjął w 1991, a prezbiteratu w 1992. Chirotonię biskupią otrzymał 27 czerwca 2008.